# Всекиму своето кино
„Всекиму своето кино“ (на френски: Chacun son cinéma: une déclaration d'amour au grand écran) е френски експериментален филм от 2007 година.
Създаден е по поръчка на Кинофестивала в Кан по повод неговата 60-а годишнина, като е съставен от 34 няколкоминутни филма на различни известни режисьори, обединени от общия мотив за киното и киносалоните.

## Режисьори и филмови сегменти
- Реймон Дьопардон – Cinéma d'été
- Такеши Китано – One Fine Day
- Тео Ангелопулос – Trois minutes
- Андрей Кончаловски – Dans le noir
- Нани Морети – Diario di uno spettatore
- Хоу Сяосиен – The Electric Princess Picture House
- Братя Дарден – Dans l'obscurité
- Братя Коен – World Cinema
- Алехандро Гонсалес Иняриту – Anna
- Джан Имоу – En regardant le film
- Амос Гитай – Le Dibbouk de Haifa
- Джейн Кемпиън – The Lady Bug
- Атом Егоян – Artaud Double Bill
- Аки Каурисмеки – La Fonderie
- Оливие Асаяс – Recrudescence
- Юсеф Шахин – 47 ans après
- Цай Минлян – It's a Dream
- Ларс фон Триер – Occupations
- Раул Руис – Le Don
- Клод Льолуш – Cinéma de boulevard
- Гас Ван Сант – First Kiss
- Роман Полански – Cinéma érotique
- Майкъл Чимино – No Translation Needed
- Дейвид Кронънбърг – At the Suicide of the Last Jew in the World in the Last Cinema in the World
- Уонг Карвай – I Travelled 9000 km To Give It To You
- Аббас Киаростами – Where Is My Romeo?
- Биле Аугуст – The Last Dating Show
- Елия Сулейман – Irtebak
- Мануел де Оливейра – Rencontre unique
- Валтер Салис – À 8 944 km de Cannes
- Вим Вендерс – War in Peace
- Чън Кайгъ – Zhanxiou Village
- Кен Лоуч – Happy Ending
- Дейвид Линч – Absurda